# 五家渠经济技术开发区

五家渠经济技术开发区，是中华人民共和国新疆维吾尔自治区五家渠市下属的一个经济技术开发区。

## 行政区划
五家渠经济技术开发区下辖以下地区：
园区虚拟社区。